# Museo de Bellas Artes de Ruan
El museo de Bellas Artes de Ruan es un museo de arte en el corazón de la ciudad francesa de Ruan. Su edificio fue renovado y completado en 1994. El arte de los siglos XVIII y XIX está especialmente bien representado. Su actual director es Sylvain Amic.
Reúne una colección de pinturas, esculturas, dibujos y objetos de arte del siglo XV hasta nuestros días, incluyendo una rara colección de iconos de Rusia de los siglos XVI al XIX (inicios).
El museo cuenta también con un grupo excepcional de pinturas provenientes de la donación de François Depeaux (1909), que lo sitúan a la vanguardia de los museos provinciales de Francia con obras impresionistas.
El Gabinete de dibujos cuenta con más de 8 000 piezas del Renacimiento al siglo XX. El museo también alberga exposiciones temporales, así como algunas exposiciones de arte contemporáneo. Las colecciones permanentes se exhiben en 60 salas. En 2007, el presupuesto de adquisición asciende a 150 000 euros al año. El museo recibe algunos fondos del mecenazgo. En 2006, el museo ha presentado ocho exposiciones, entre ellas "Obras maestras de los Museos de Florencia" , lo que ha hecho aumentar el número de visitantes de 87 000 a 154 000.

## Colección

### Pintura

#### SigloXV

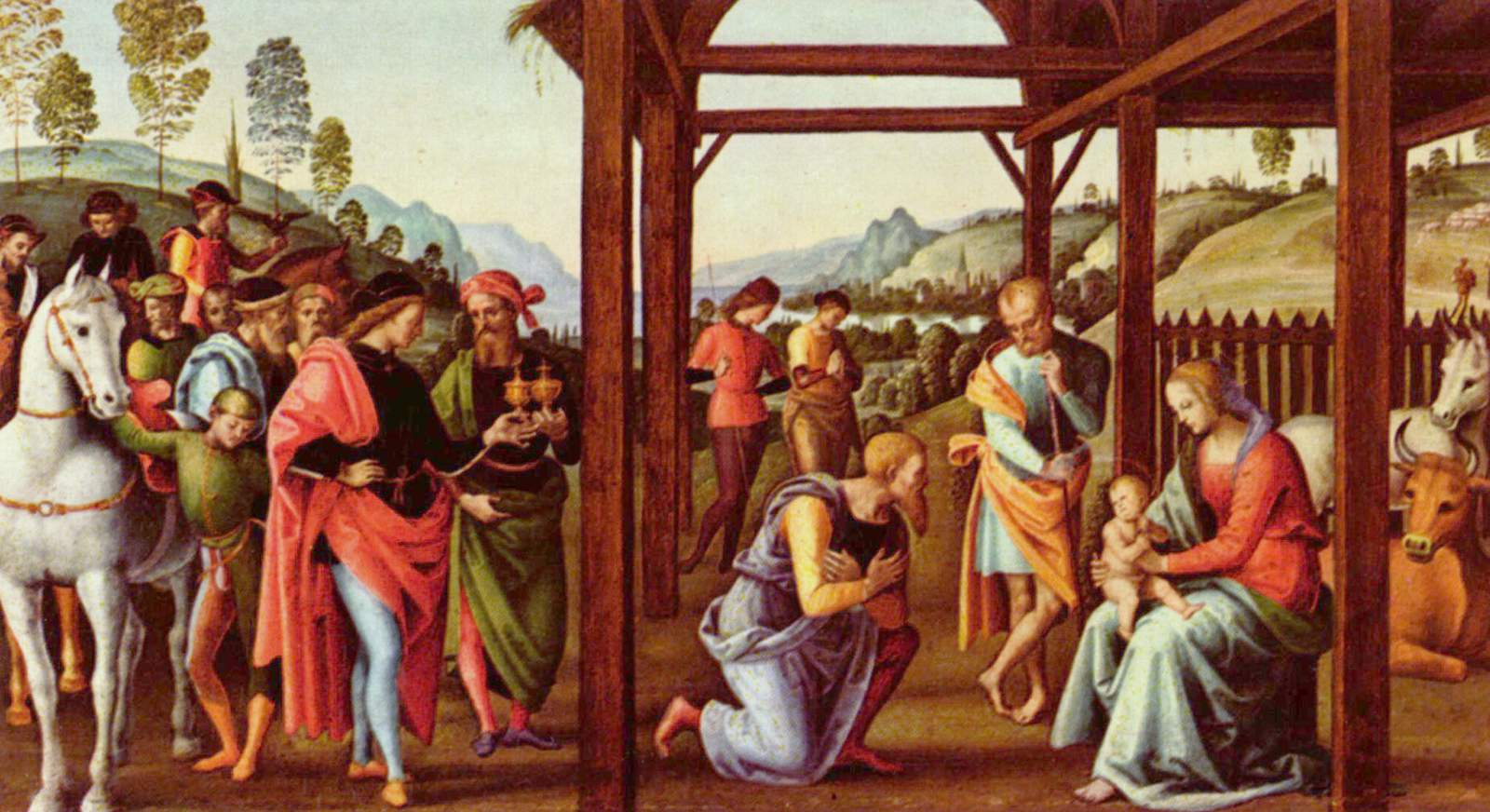
Pietro Perugino :Adoración de los reyes Magos (1496)

#### SigloXVI

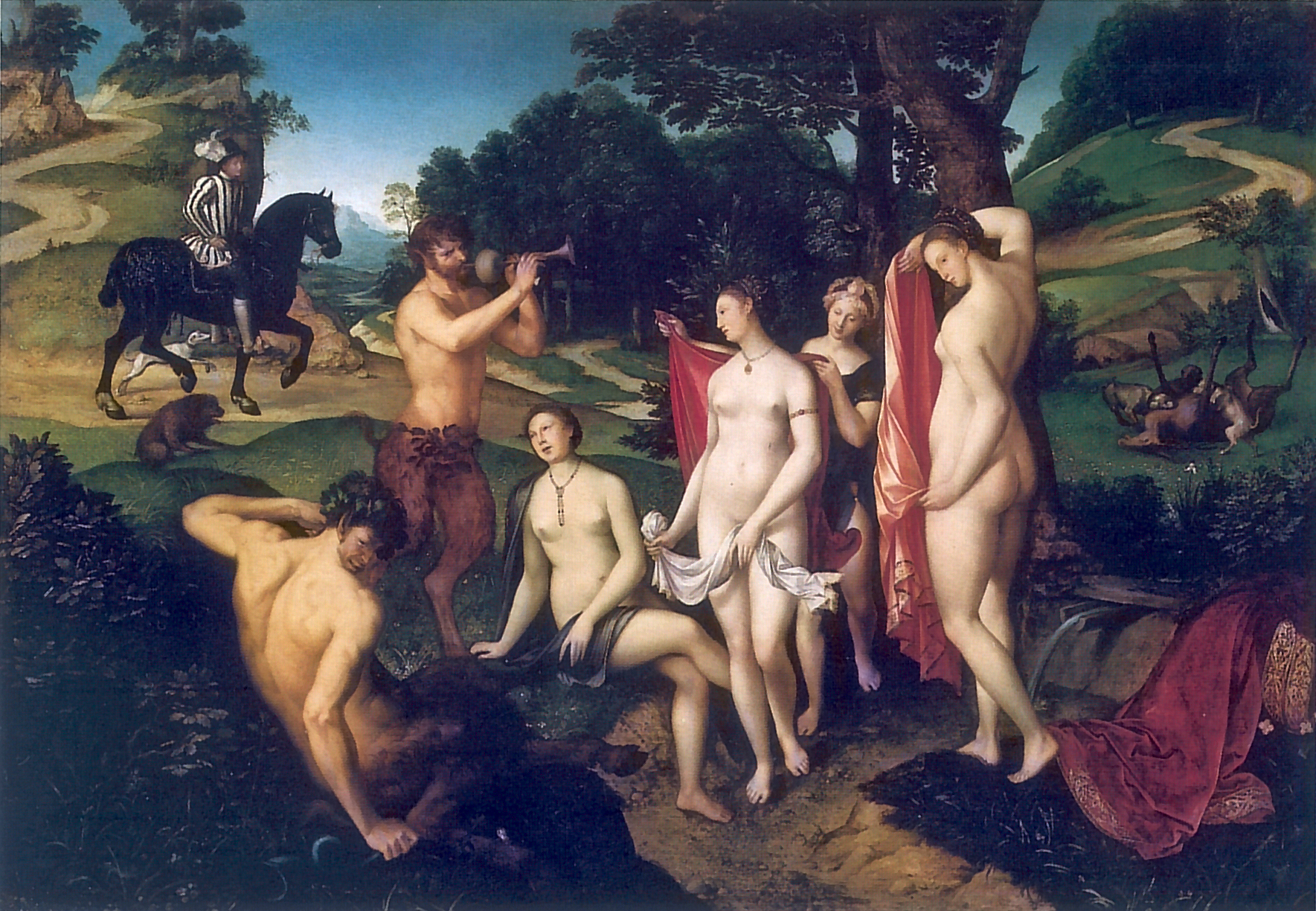
François Clouet : El Baño de Diana (~1558)
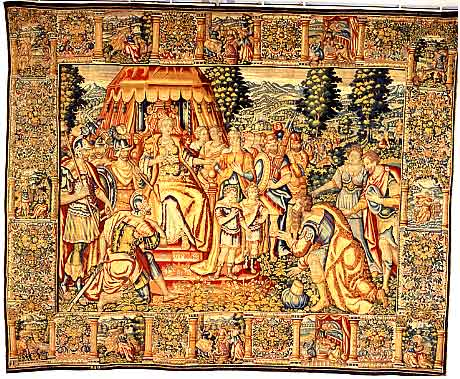
Tapiz titulado "Zenobia  sentencia a muerte a Meonio, el asesino de su marido Septimio Odenato", de finales del siglo XVI

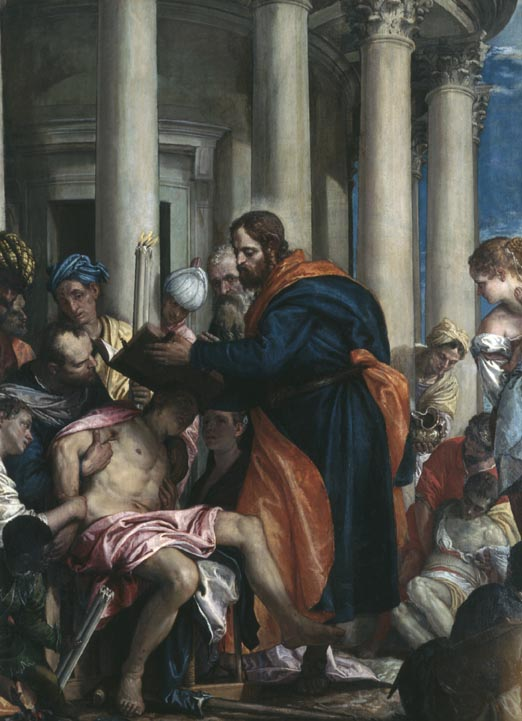
Bernabé curando a los enfermos por Paolo Veronese, Musée des Beaux-Arts de Rouen.

- Gérard David - La Virgen de las vígenes

#### SigloXVII

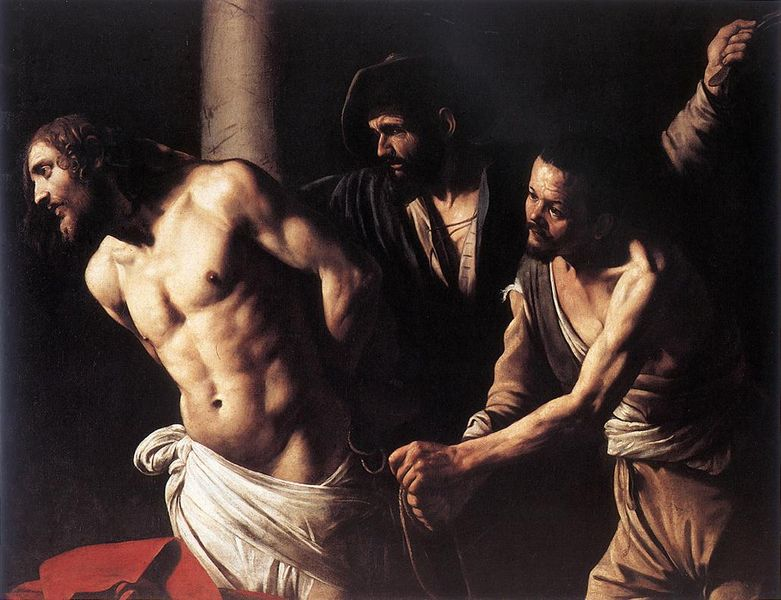
Caravaggio - Cristo en la columna
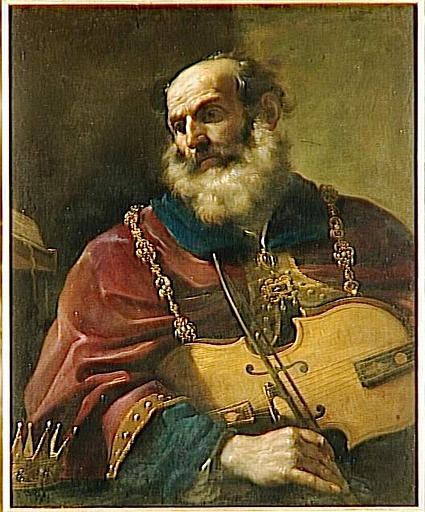
Violinista, de Guercino (≈1620)
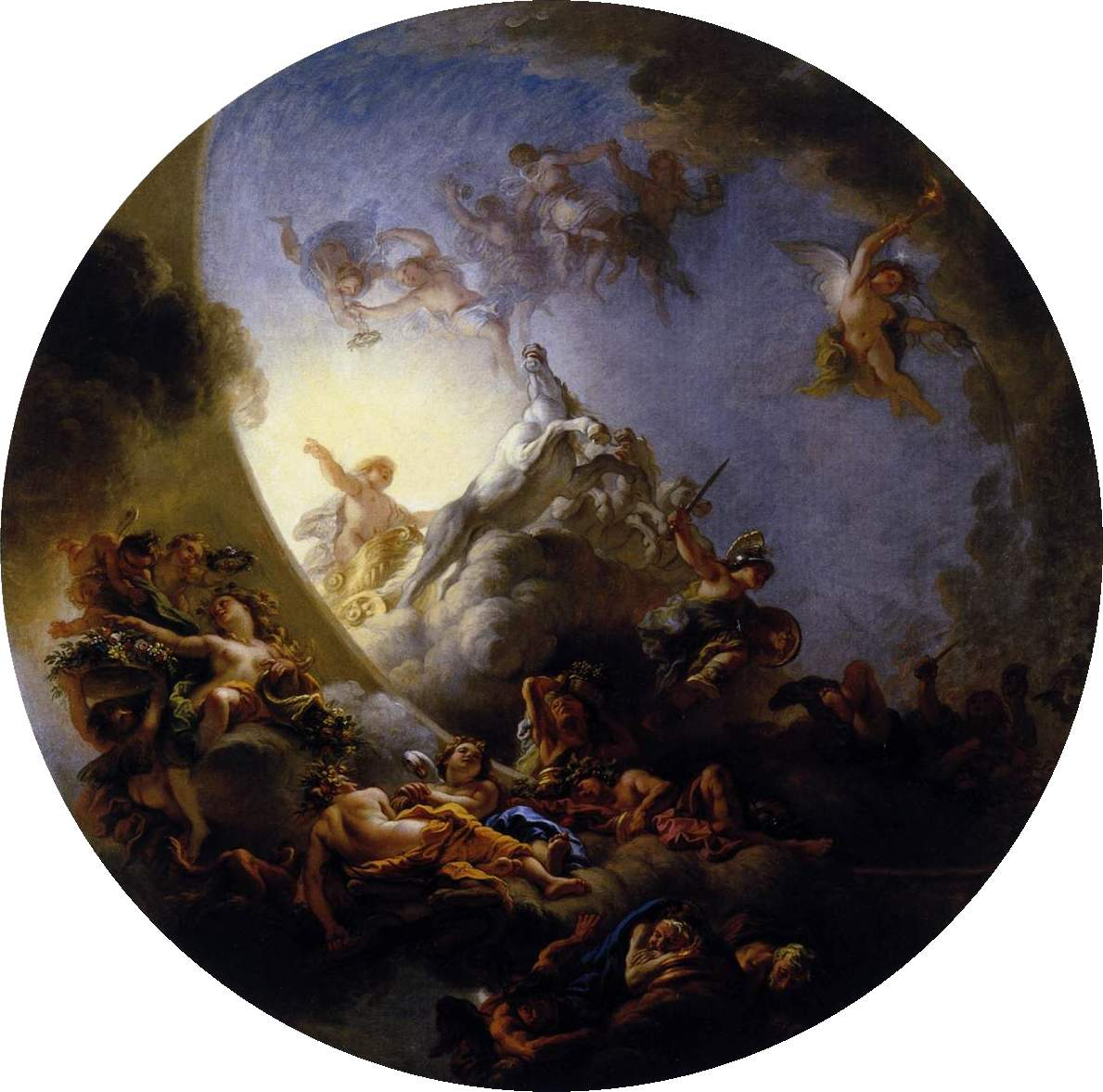
Charles de Lafosse, Apolo
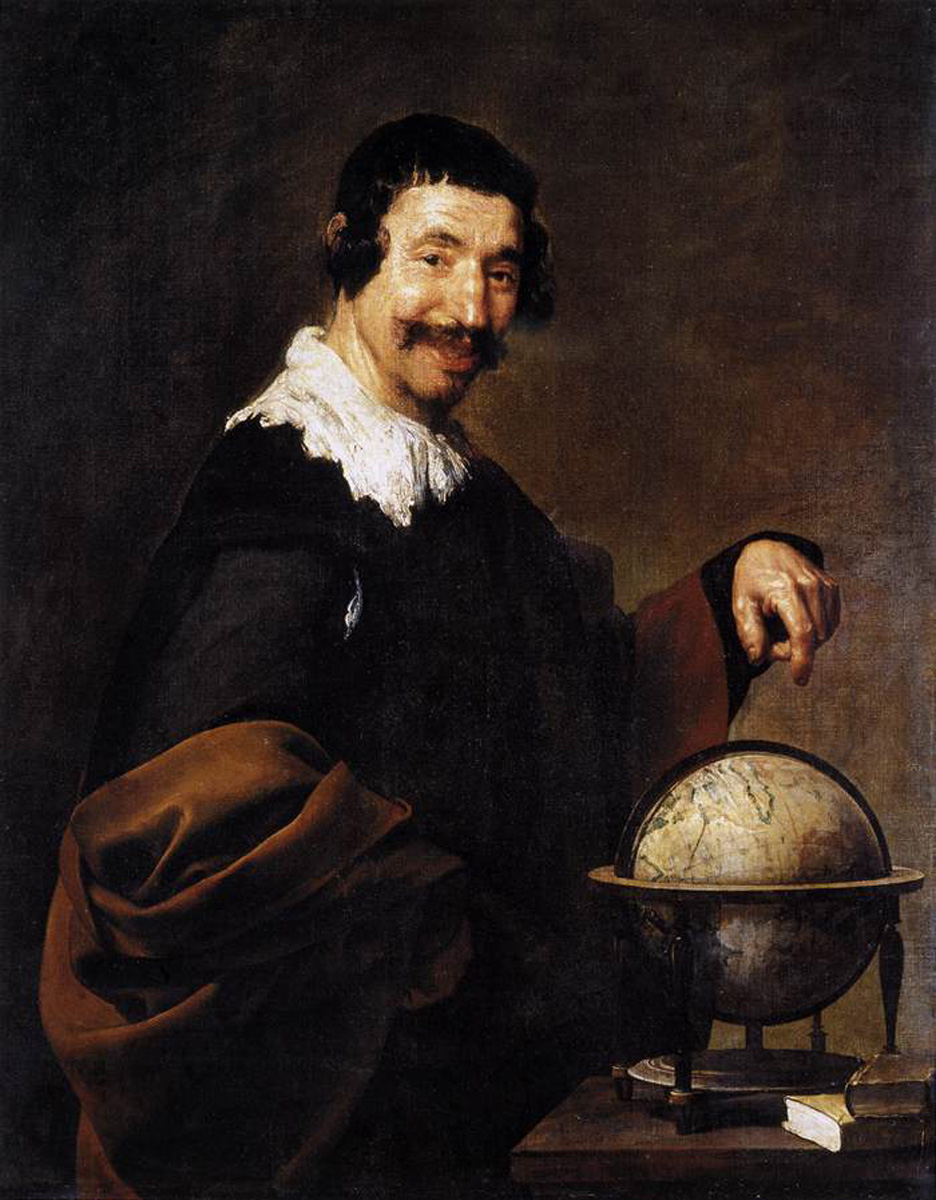
Velázquez - Demócrito
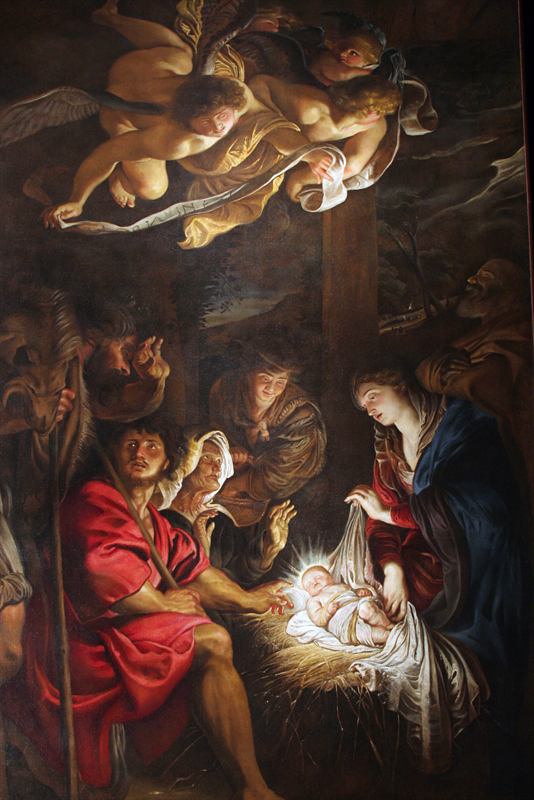
La adoración de los pastores,por Pierre-Paul Rubens

- Nicolas Poussin - Venus mostrando sus armas a Eneas
- Rubens...

#### SigloXVIII

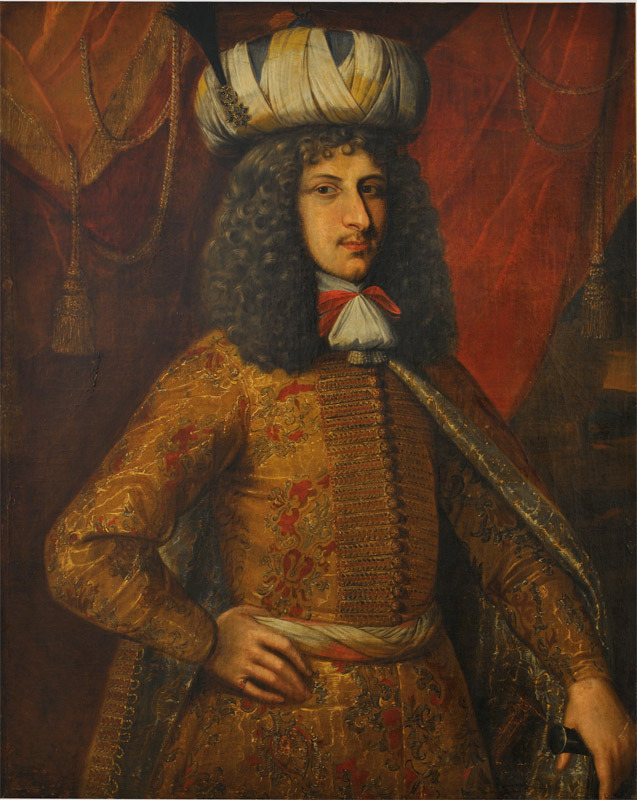
Anónimo: retrato de Dimitrie Cantemir (1673-1723)

- François Boucher - Las Bodas de Psique y Amor
- Fragonard, ...

#### SigloXIX

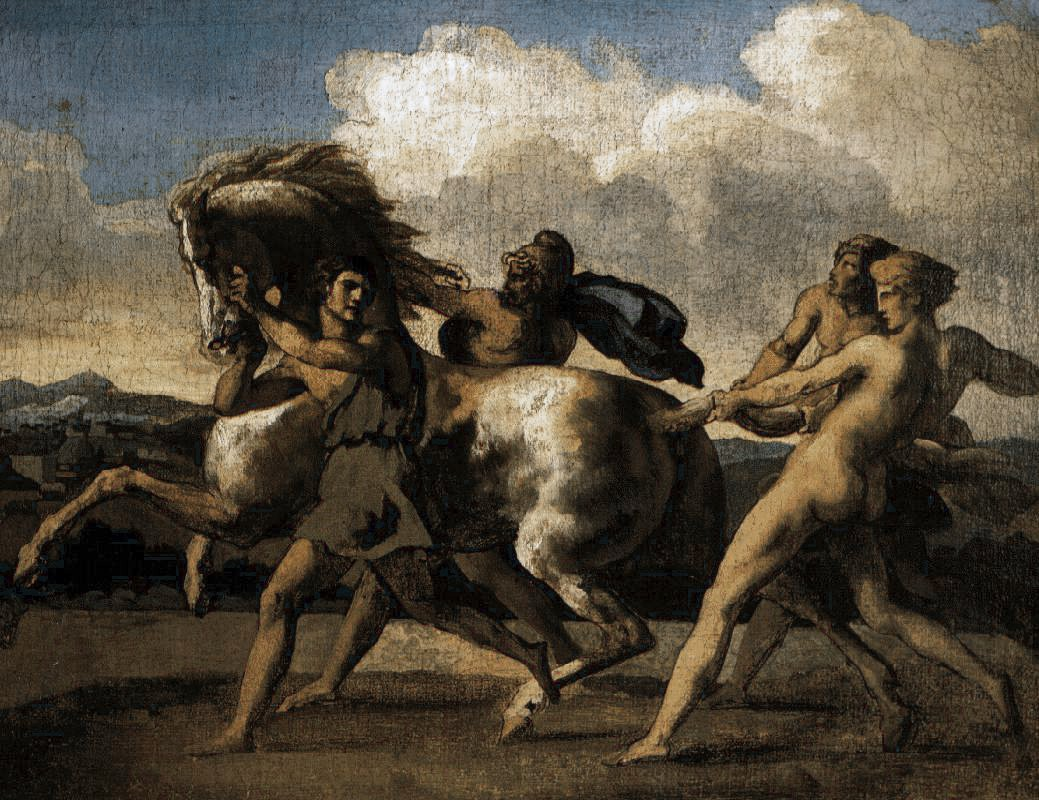
Théodore Géricault - Caballo detenido por los esclavos o  Carrera de caballos libres 1817
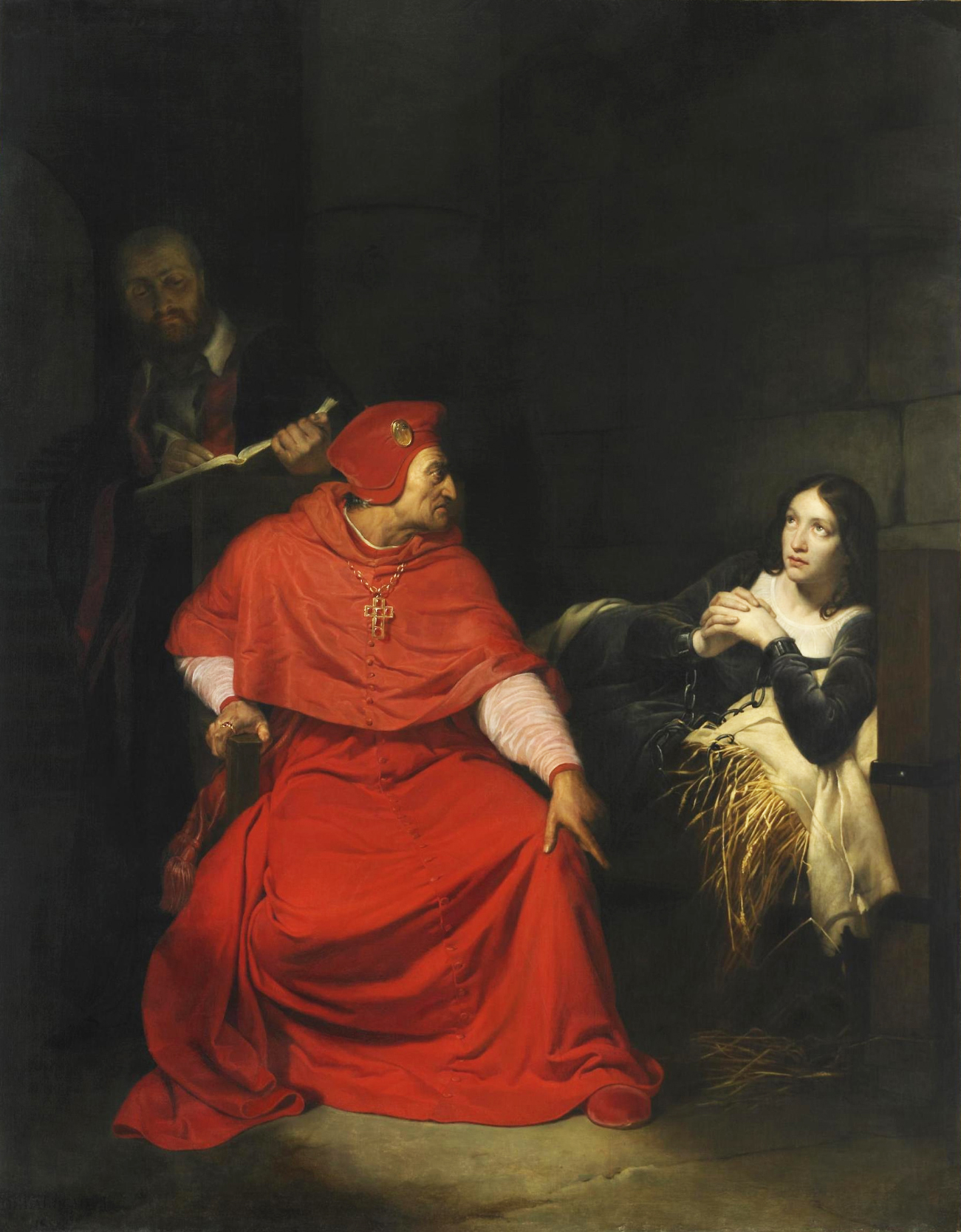
Paul Delaroche : Juana de Arco es interrogada por el cardenal de Winchester en la cárcel (1824)
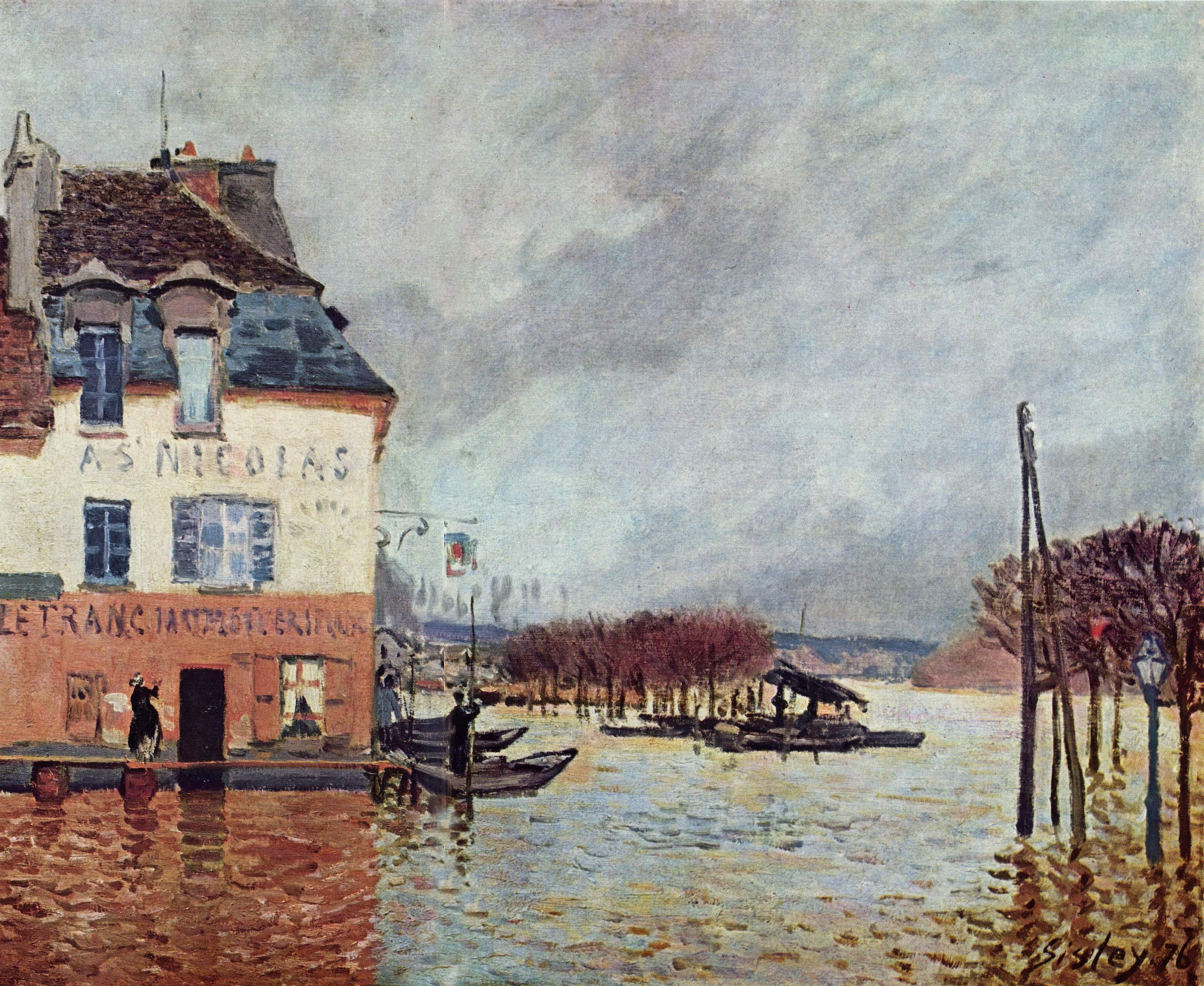
Alfred Sisley : La inundación en Port-Marly (1876)
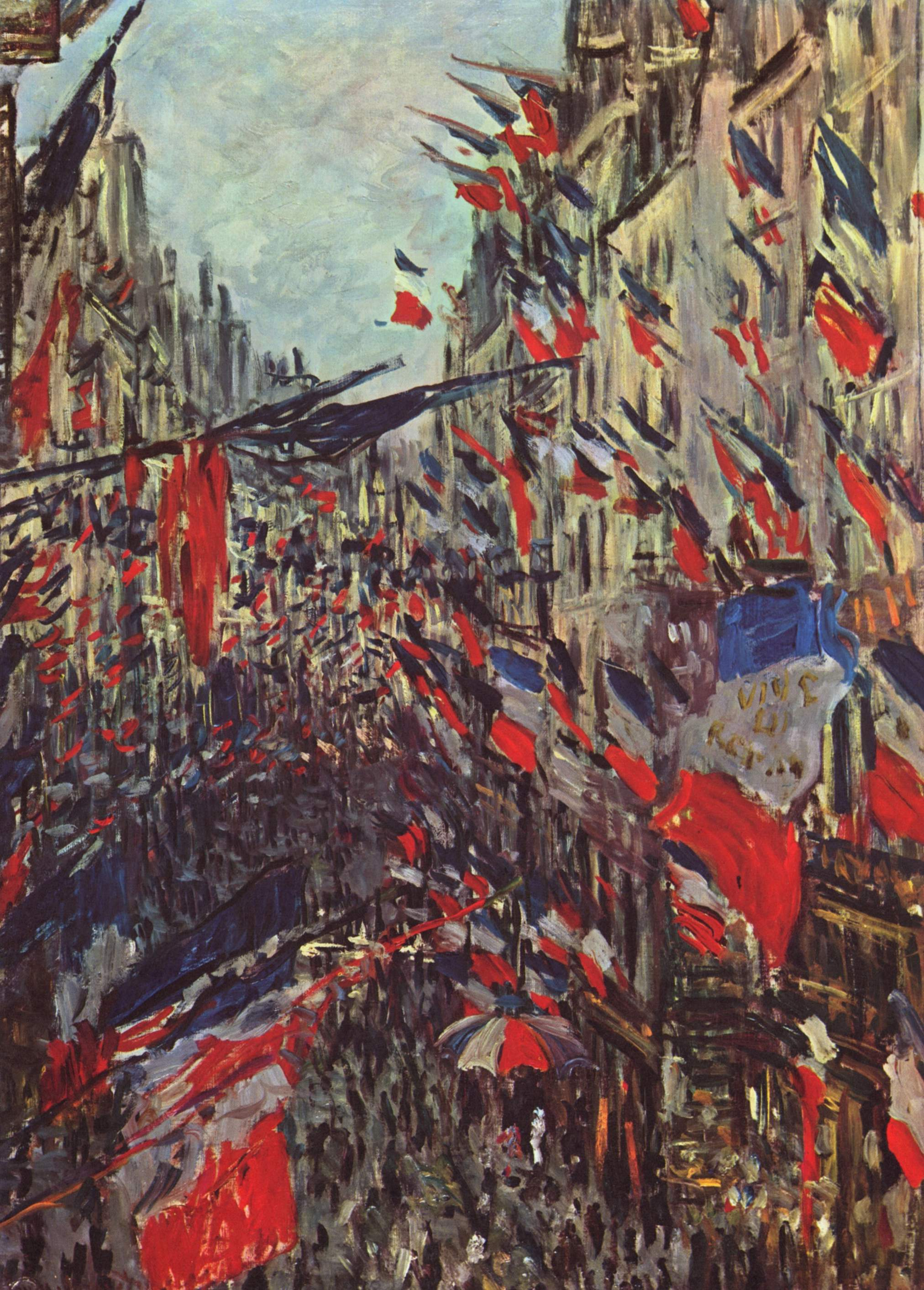
Monet : La Rue Saint-Denis (1878)
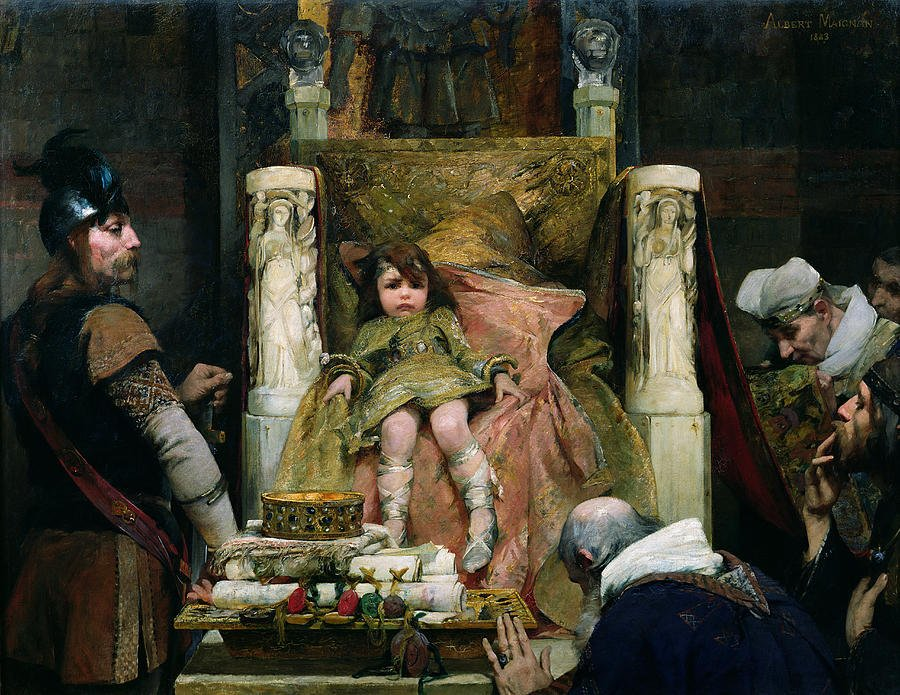
Hommage à Clovis II » por Albert Maignan, 1883,Óleo sobre lienzo 1,09 x 1,4 m.
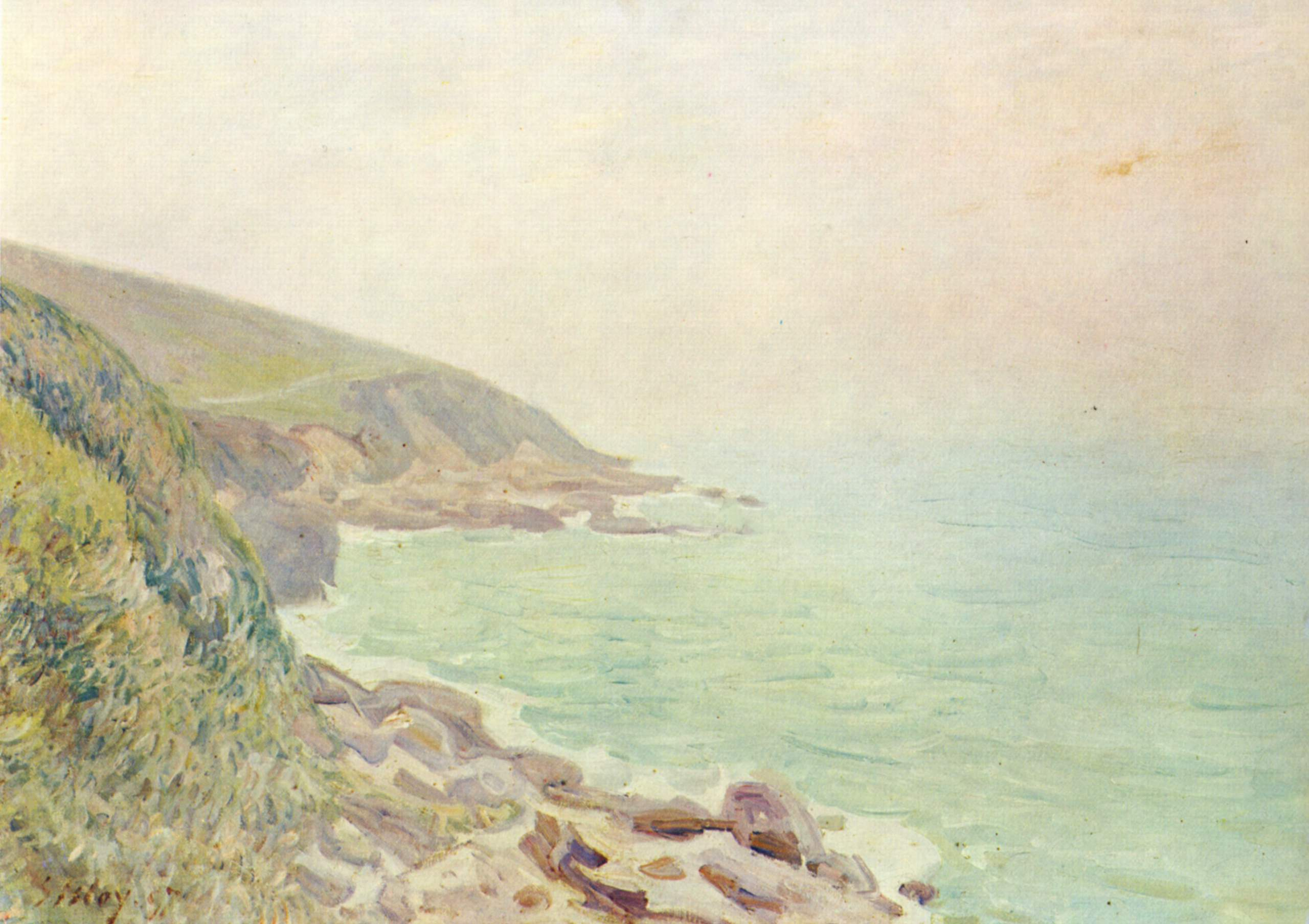
Alfred Sisley : Costa de galés en la niebla (1887)
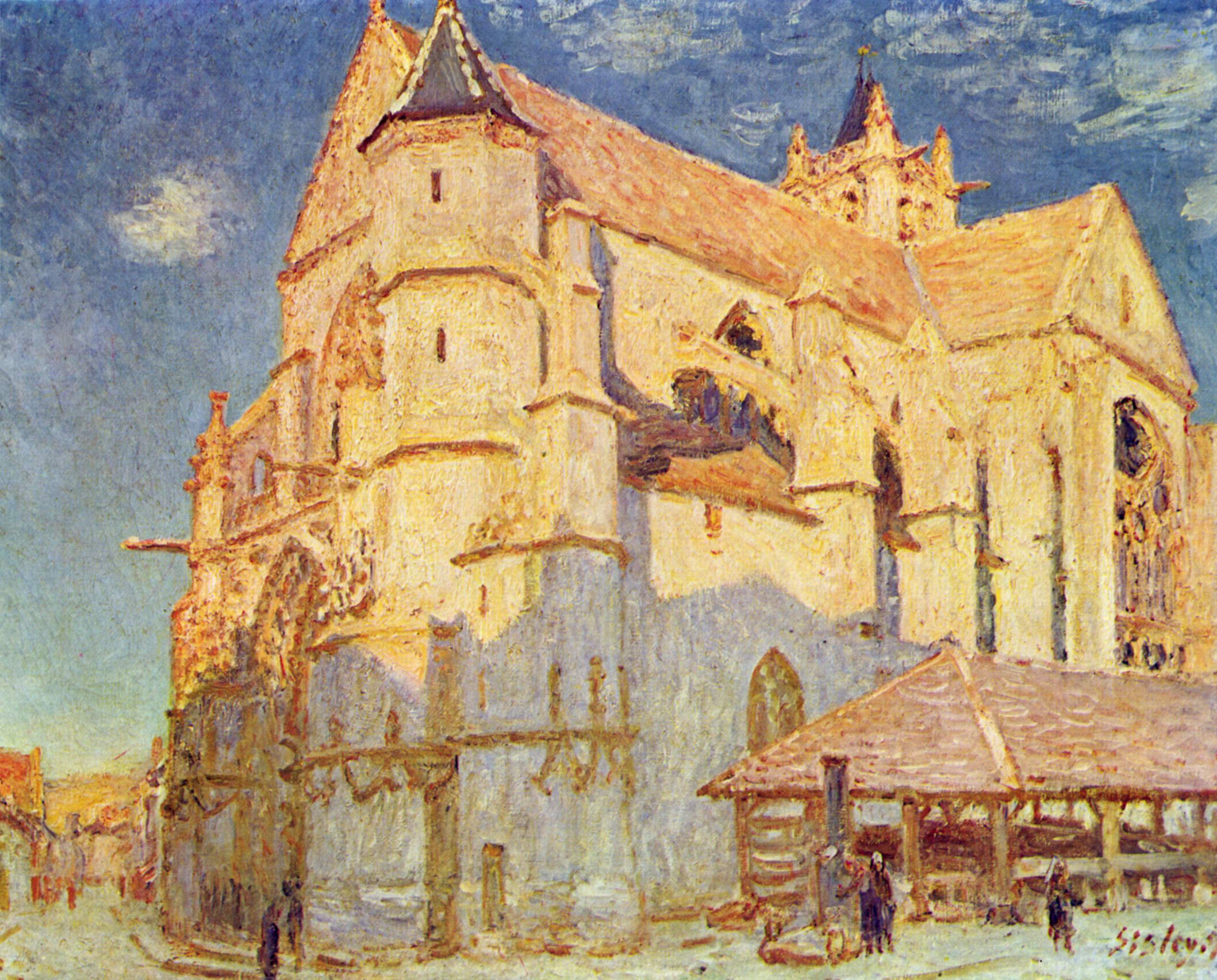
Alfred Sisley : Iglesia de Moret , 61x82 cm.,1893
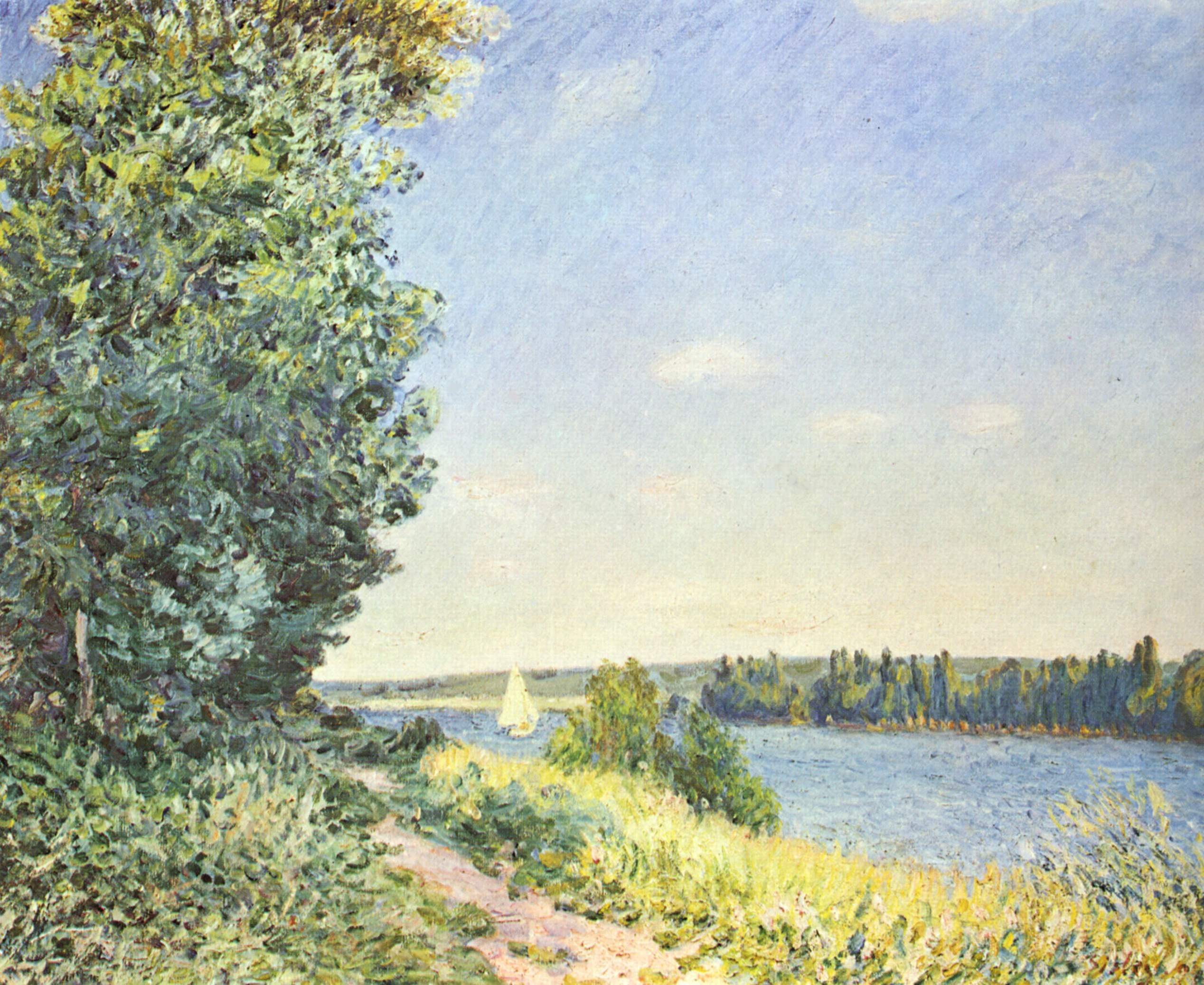
Alfred Sisley : Normandía, Camino en el agua, por la tarde con Sahurs, 1894

- Jean-Auguste-Dominique Ingres - Retrato de Madame Aymon, llamada "la bella Zélie"
- Eugène Delacroix - La Justicia de Trajano
- Jean-Baptiste Camille Corot - Ville-d'Avray, el estanque del abedul frente a las villas
- Gustave Caillebotte - En un café
- Claude Monet - La Catedral de Ruan, el portal y la Torre de Albane, en tiempo gris
- Jean-Charles Tardieu, Alegoría en honor del nacimiento de Enrique de Francia (1820-83), Duque de Bordeaux (1820-21)
- Gustave Moreau, Jean-François Millet, Edgar Degas, Albert Lebourg, Joseph-Désiré Court.

#### SigloXX

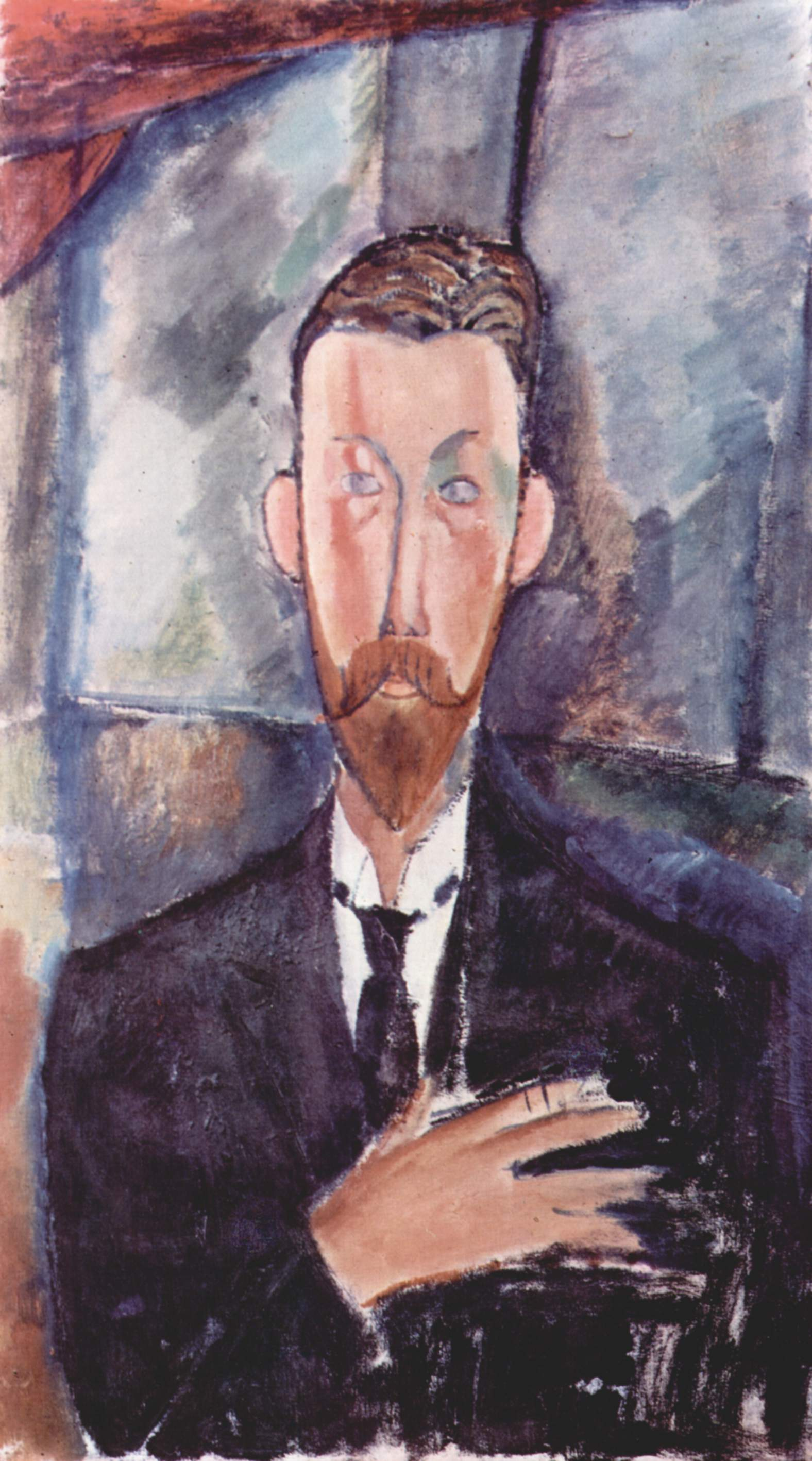
Modigliani - Paul Alexandre frente al espejo
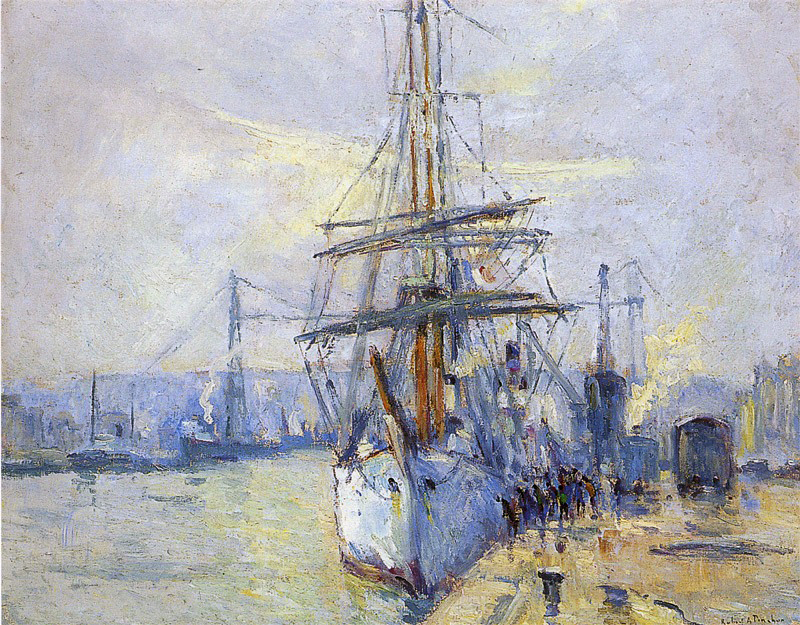
Robert Antoine Pinchon, "Le Pourquoi pas?" dans le Port de Rouen
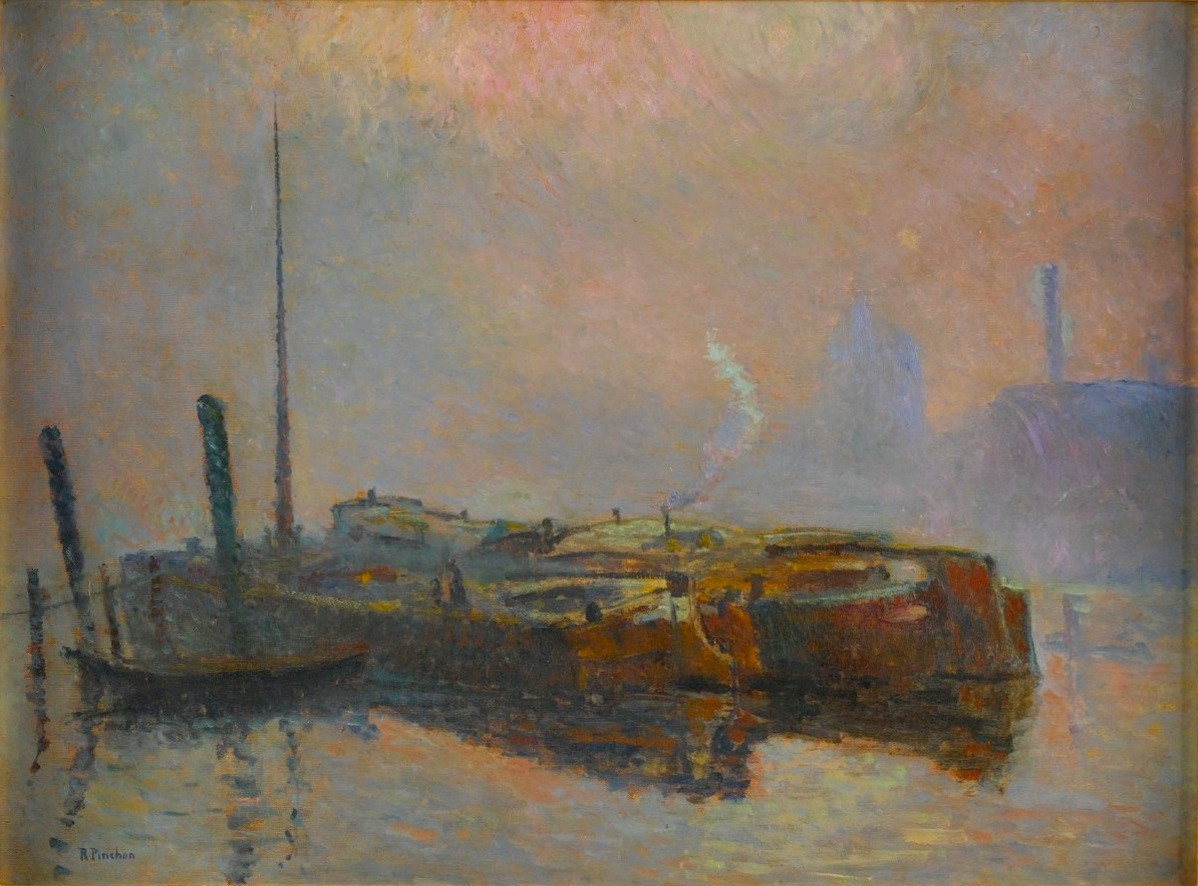
Robert Antoine Pinchon, c. 1909, Péniche dans la brume
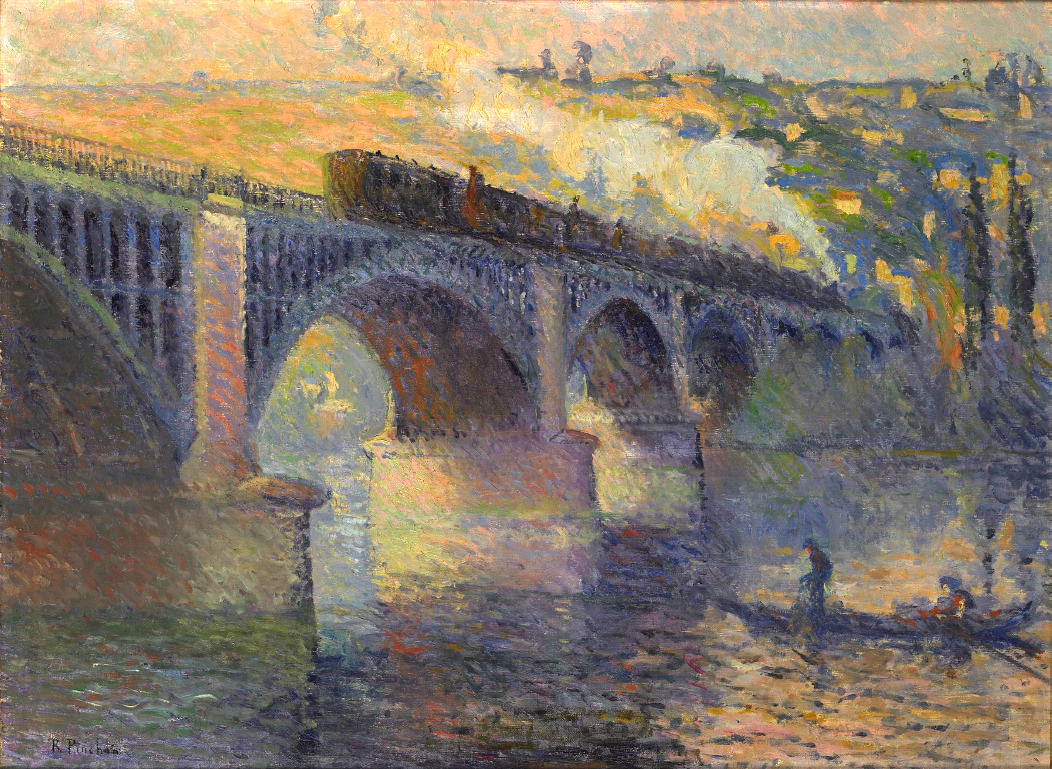
Robert Antoine Pinchon, Le Pont aux Anglais, soleil couchant, 1905

- Jacques-Émile Blanche - El grupo de les six
- Marcel Duchamp - La boîte-en-valise
- Raoul Dufy, Alfred Manessier, Robert Antoine Pinchon, Marcel Couchaux, Narcisse Guilbert, Maurice Louvrier...

### Otras obras
- Esculturas de Théodore Géricault, Antoine Bourdelle, Raymond Duchamp-Villon, David d'Angers, ...
- Dibujos de Antoine Watteau, Théodore Géricault, Gustave Moreau, Vouet, Tiepolo, Ingres o Degas
- Nacimiento napolitano del siglo XVIII, maqueta del siglo XVI de la iglesia de Saint Maclou de Ruan

## Exposiciones

### Exposiciones en curso
- Exposición de Geneviève Asse, del 27 de noviembre de 2009 - 28 de febrero de 2010
- "Alain Sonneville & Pierre-Claude De Castro, Leur entrée dans l'art", del 4 de noviembre de 2009 al 24 de enero de 2010

### Próximas exposiciones
- Une ville pour l'impressionnisme : Monet, Pissarro et Gauguin à Rouen, (Una villa para el impresionismo: Monet, Pissarro y Gauguin en Rouen) junio - septiembre de 2010

### Exposiciones pasadas
2009
- Le Japon illustré  (el Japón ilustrado), del 12 de marzo al 20 de junio de 2009
- Ralph Samuel Grossmann Le monde voilé, del 27 de marzo al 26 de julio de 2009
- Voyage pittoresques. Normandie (1820-2009) (Viajes pintorescos. Normandía (1820-2009)), del 16 de mayo al 16 de junio de 2009

2008
- Homenaje a Roger Tolmer, 1 de marzo - 27 de abril de 2008
- Obras de Bernard Ollier, 16 de mayo - 31 de agosto de 2008
- Pinturas de Charles Frechon, 13 juin - 7 septembre 2008
- Pinturas de Georges Koskas, 21 de noviembre de 2008 - 8 de marzo de 2009

2007
- La Mythologie de l'Ouest dans l'art américain, 1830-1840, (La Mitología del Oeste en el Arte de Estados Unidos, 1830-1840 )  28 de septiembre de 2007 - 7 enere 2008
- Jean Gigoux (Besançon, 1806 - París, 1894), 30 de noviembre de 2007 - 2 de marzo de 2008

2006
- Miroir du temps, Chefs-d’œuvre des musées de Florence, 19 de mayo – 3 de septiembre de 2006
- Bertran Berrenger, 7 de octubre de 2006 - 7 de enero de 2007
- Le Génie de Bologne, Des Carracci aux Gandolfi, dessins des XVIIe et XVIIIe siècles, 2 de noviembre de 2006 - 4 de febrero de 2007